# Zygonyx regisalberti
Zygonyx regisalberti é uma espécie de libelinha da família Libellulidae.
Pode ser encontrada nos seguintes países: Angola, Camarões, República do Congo, República Democrática do Congo, Gana, Guiné, Libéria, Nigéria, Serra Leoa, Tanzânia, Togo e Uganda.
Os seus habitats naturais são: florestas subtropicais ou tropicais húmidas de baixa altitude e rios.